# Ендрю Фельдман
Ендрю Фельдман, барон Фельдман з Елстрі, як правило,  Лорд Фельдман (англ. Andrew Simon Feldman, Baron Feldman of Elstree; нар. 25 лютого 1966, Лондон) — британський юрист і політик-консерватор. Співголова Консервативної партії з 2010 до 2015, голова партії з 2015 до 2016 року.

## Життєпис
Він вивчав право в Оксфорді. Фельдман працював консультантом з управління, 1991 року став баррістером. 1995 року він перейшов на роботу до компанії Jayroma, де працював керуючим директором, а потім генеральним директором. 2005 року він брав участь у внутріпартійній передвиборній кампанії Девіда Кемерона на посаду лідера Консервативної партії. Після перемоги Кемерона, Фельдман обійняв посаду заступника скарбника партії. 2008 року він був призначений головним виконавчим директором у штаб-квартирі Консервативної партії.
2010 року він отримав титул довічного пера від Девіда Кемерона, є членом Палати лордів.